# Meks
Meks (Mexx) je holandska modna kuća. od 2001. godine nalazi se u vlasništvu američke kompanije Liz Klejborn (Liz Claiborne). Kompanija se bavi prodajom odeće za muškarce, žene i decu. Ima oko 700 zaposlenih (podaci iz 2008).
Meks je danas internacionalna modna kompanija koja kolekcije garderobe i pratećeg asortimana prodaje u preko 65 zemalja širom sveta. 